# Chambord (Loir-et-Cher)
Chambord é uma comuna francesa na região administrativa do Centro-Vale do Loire, no departamento de Loir-et-Cher. Estende-se por uma área de 54.38 km². Em 2010 a comuna tinha 94 habitantes (densidade: 1,7 hab./km²).